# 麻生えりか
麻生 えりか（あそう えりか、1961年10月19日 - ）は、日本の女優。大阪府出身。身長157cm。MC企画所属。

## 来歴・人物
1980年、NHKドラマスペシャル『ザ・商社』で女優デビュー。
1981年には『の・ようなもの』（森田芳光の劇場映画デビュー作）や『夏の別れ』などの映画に出演。話題作で多感な女子高生の役柄を演じ、演技力や存在感を高く評価された。
1982年度、大阪映画祭の新人賞を受賞。
映画『夏の別れ』や時代劇ドラマ『付き馬屋おえん事件帳 に出演。
中年期に達した現在も、映画、Vシネマ、テレビドラマ、舞台などで活躍中。

## 主な映画出演作
- の・ようなもの（1981年9月12日、日本ヘラルド映画）- 由美 役
- 夏の別れ（1981年10月10日、東映セントラルフィルム）- 前田美紀  役
- 難波金融伝・ミナミの帝王 劇場版PARTIII リストラの代償（1999年）- 宇田川則美 役
- あしやのきゅうしょく(2022年)

## テレビ出演作
- ザ・商社（1980年、デビュー作） - 上杉絵里加 役
- 連続テレビ小説（NHK）
  - 本日も晴天なり（1981年10月 - 1982年4月） - 放送局で働く勤労学徒の女学生 桃絵 役
  - ええにょぼ（1993年4月 - 10月） - 影山悦子 役
  - あすか（1999年10月 - 2000年4月）
  - 風のハルカ（2005年10月 - 2006年4月）
  - カーネーション（2011年10月 - 2012年3月） - 大日本國防婦人会の女 役
- セーラー服と機関銃（1982年）- 中本ひろみ 役
- 噂の刑事トミーとマツ 第2シリーズ（1982年）
  - 第6話「トミー仰天! マツの巨大デベソ突き」 - 久保えりこ 役
  - 第25話「ネス湖の怪獣? トミーの水中変身」
- 影の軍団III 第15話「拾った女は夜を恐れる」（1982年） - 雪姫・お袖(二役) 役
- ねらわれた学園（1982年） - 西沢響子 役
- 大江戸捜査網 （テレビ東京 / 三船プロ）
  - 第528話「易者は殺しの暗号」（1982年） - おきぬ 役
  - 第581話「処刑直前! 獄中の隠密同心」（1983年） - おかる 役
- 大奥 第42話「少女達の不良白書」（1984年） - おはる 役
- 遠山の金さん 第1シリーズ 第89話「決死の殴り込み・死装束の遠山金四郎!」（1984年）
- 母ちゃんの牧場（1984年）
- 婦警候補生物語（1985年）
- 大岡越前 第10部 第6話「弱者に誓う大岡裁き」（1988年） - おつゆ 役
- 名探偵・金田一耕助シリーズ 死神の矢（1989年） - 三田村文代 役
- 付き馬屋おえん事件帳 第2シリーズ 第11話「親指百両」（1993年）
- 新・人間交差点（2006年） - 高宮英子（現在） 役